# Julius František Sasko-Lauenburský
Julius František vévoda Sasko-Lauenburský (německy Julius Franz Herzog von Sachsen-Lauenburg, 16. září 1641, Praha – 30. září 1689, Zákupy) byl německý šlechtic, poslední potomek dynastie Askánců a vládnoucí kníže v Sasko-Lauenburském vévodství (1666–1689). Byl také vojevůdcem císařské armády a ve válkách s Osmanskou říší dosáhl hodnosti polního maršála (1683). Po rodičích byl vlastníkem rozsáhlých panství v Čechách, jeho hlavními sídly byly zámky v Ostrově a Zákupech. Byl sběratelem umění, mecenášem katolické církve a stavebníkem řady světských i sakrálních staveb na svých českých statcích. Na jeho aktivity ve výstavbě barokních areálů navázaly dcery Františka Sibyla a především Anna Marie Františka.

## Životopis

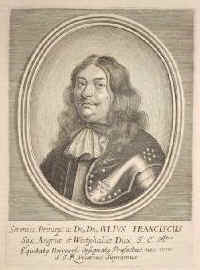
Julius František Sasko-Lauenburský

Pocházel z rodiny sasko-lauenburských vévodů, narodil se v Praze jako nejmladší syn vojevůdce třicetileté války vévody Julia Jindřicha Sasko-Lauenburského (1588-1665) a jeho třetí manželky Anny Magdaleny, rozené z Lobkovic (1609–1668). Vyrůstal v Čechách, poté absolvoval kavalírskou cestu po Evropě a studoval v Paříži, Římě a Bamberku. Stejně jako otec a starší bratr byl vysokým důstojníkem císařské armády, ve vojsku ale nesloužil trvale. Ve válce proti Turkům bojoval v roce 1664 v bitvě u sv. Gottharda a bez zvláštních zásluh byl v roce 1676 povýšen do hodnosti generála jezdectva. Od roku 1682 byl majitelem 9. kyrysnického pluku V roce 1683 se zúčastnil obrany Vídně proti Turkům a téhož roku byl povýšen do hodnosti polního maršála. Jeho vojáci se v roce 1686 podíleli na obléhání Budína, není ale známo, zda se této vojenské operace zúčastnil i osobně Julius František. 
I když v armádě dosáhl nejvyšší hodnosti, vojenská služba byla v jeho životě jen dočasnou a časově omezenou aktivitou, především se věnoval správě svých rozsáhlých statků v Čechách, souběžně byl od roku 1666 vládnoucím knížetem v Sasko-lauenburském vévodství. Proslul jako vzdělanec a mecenáš vědy a umění. Vydržoval početný dvůr, k němuž patřilo 200 osob včetně hudebníků nebo alchymistů. Na zámku v Zákupech experimentoval s výrobou rubínového skla, které později produkovala nově založená sklářská huť nesoucí jeho jméno (Juliovka). Byl také sběratelem malířského umění, v jeho majetku byla díla významných tvůrců (Albrecht Dürer, Lucas Cranach starší). V návaznosti na svou účast v tureckých válkách shromáždil řadu artefaktů vojenského charakteru tureckého původu. Na svých sídlech přijímal také významné osobnosti, v roce 1671 přivítal v Ostrově saského kurfiřta Jana Jiřího II. a v roce 1679 tři dny po sobě hostil ve svém pražském paláci císaře Leopolda I.
Zemřel náhle na zámku Zákupy před plánovanou cestou do Lauenburska 30. září 1689 ve věku 48 let. Pochován byl v rodové hrobce v kapli sv. Anny v Ostrově. Při příležitosti pohřbu byl vyhotoven vyšívaný erb, který se později dostal do soukromého majetku, v roce 2024 jej za 6 000 eur koupilo město Ostrov.
Protože byl posledním mužským potomkem svého rodu a dcery podle nástupnického práva nemohly převzít Lauenburské vévodství, o toto území vznikl dlouholetý spor, do kterého na základě několika předchozích smluv vstoupili panovníci Saska, Meklenburska a Dánska. Svůj nárok nakonec obhájil vévoda Jiří Vilém Brunšvicko-Lüneburský, který Lauenbursko již v roce 1690 obsadil vojensky. Dcery Julia Františka zdědily rozsáhlý majetek v Čechách, ale celoživotně usilovaly o finanční kompenzaci za ztracený majetek v severním Německu. 

## Majetkové poměry a stavební aktivity

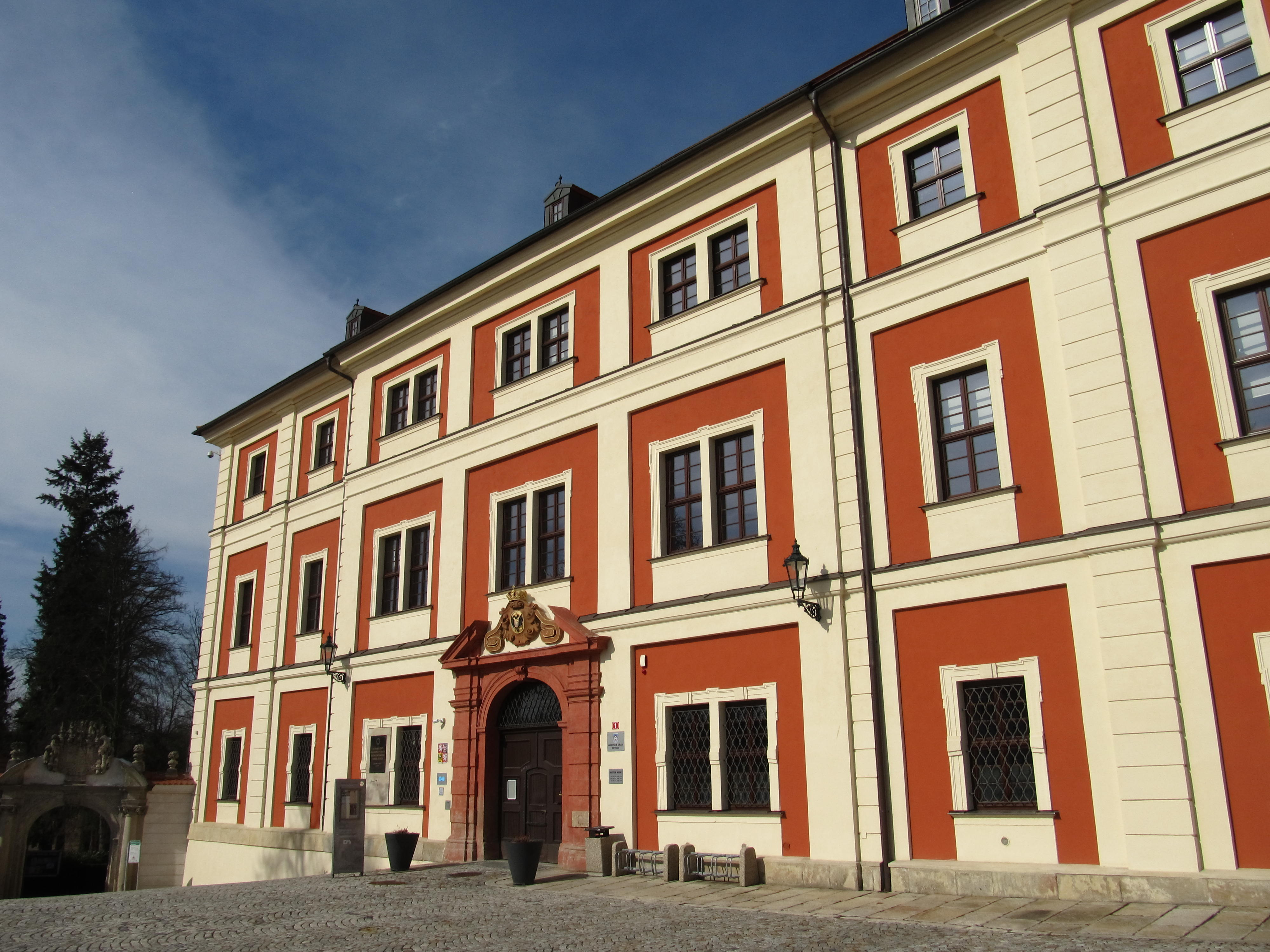
Zámek Ostrov

Po otci zdědil v roce 1665 rozsáhlá panství v západních Čechách (Toužim, Ostrov), po matce pak v roce 1668 převzal další majetek v severních a středních Čechách (Zákupy, Buštěhrad). Mezitím po předčasně zemřelém starším bratrovi Františku Erdmannovi (1629–1665) převzal i vládu v Sasko-Lauenburském vévodství v severním Německu. Lauenbursko patřilo k nejmenším státům Svaté říše, z hospodářského hlediska byly nejvýznamnější zisky z výběru přepravního cla na Labi. Julius František byl po otci katolíkem, zatímco v Lauenbursku byla tradiční protestantská víra. V rámci Říše se tak jednalo o ojedinělý případ, kdy katolický panovník vládl luteránským poddaným. Do Německa zajížděl Julius František jen zřídka, převážně se zdržoval v Čechách, kde navázal na otcovy aktivity v budování sítě honosných rezidencí. Zatímco za Julia Jindřicha byla hlavní rodovou rezidencí Toužim, Julius František zaměřil svou pozornost na Zákupy a Ostrov. K ostrovskému panství patřilo 27 vesnic a výnosy ve výši 28 000 zlatých ročně se Ostrov podílel na celkových ziscích lauenberských majetků v Čechách celou čtvrtinou. Kromě Ostrova se na panství nacházela další dvě města, Pernink a Hroznětín, který byl s početnou židovskou komunitou významným obchodním centrem. V Ostrově navázal Julius František na stavební aktivity svého otce, nechal postavit jízdárnu a letohrádek v parku (architekt Abrahám Leuthner). Největší realizací byla v letech 1685–1690 výstavba tzv. Lauenburského zámku, na které se jako polír podílel mimo jiné Kryštof Dientzenhofer. Velkorysá koncepce barokního areálu ostrovské rezidence spolu se zahradou obohacenou o nevšední vodní a architektonické prvky byla svými současníky považována za osmý div světa.

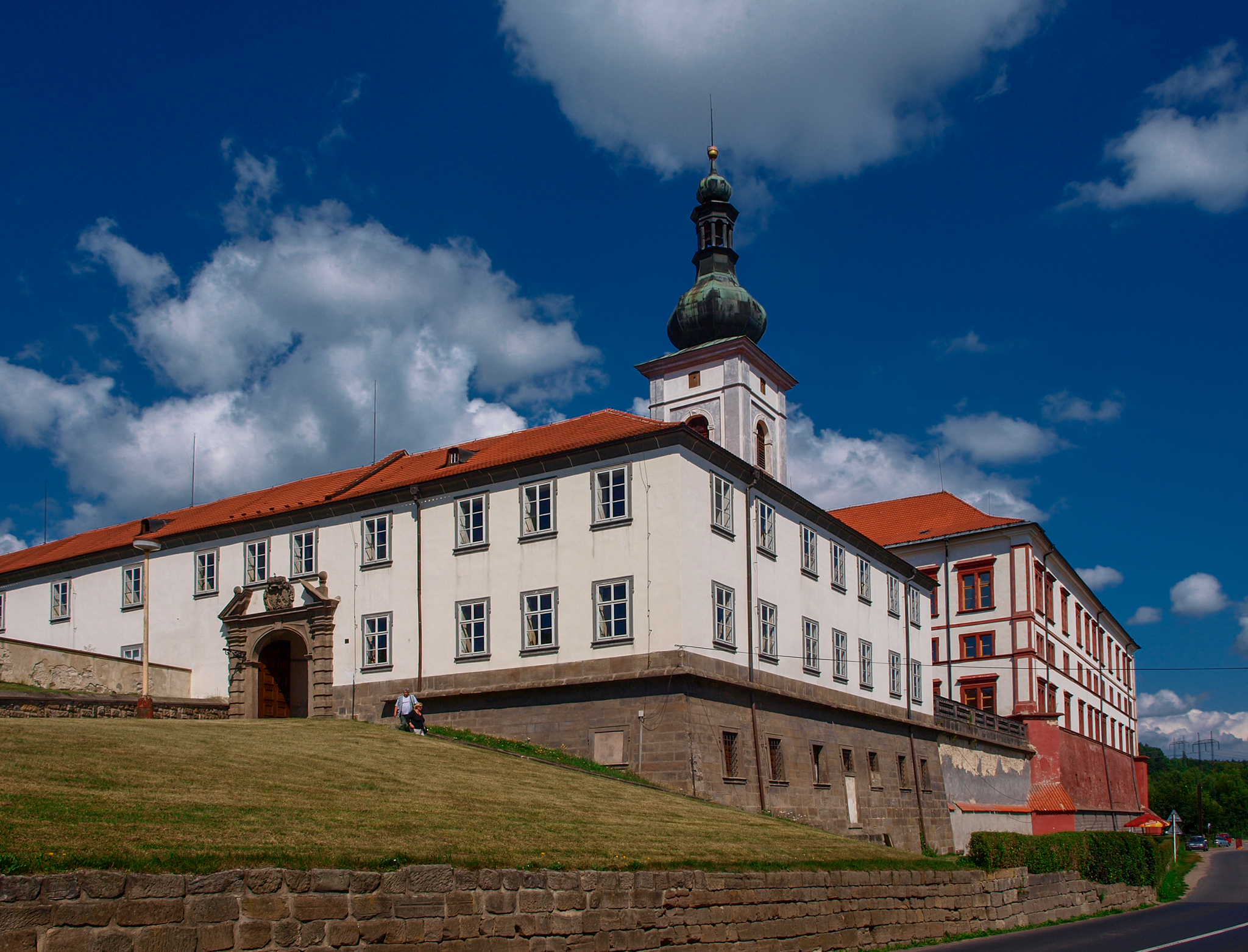
Zákupský zámek

Vedle Ostrova se druhým hlavním sídlem během druhé poloviny 17. století staly Zákupy. K panství kromě města Zákupy patřilo město Cvikov a 21 vesnic. I když se v berní rule z roku 1654 jako majitel uvádí Julius Jindřich, správu panství vedla až do své smrti jeho manželka Anna Magdalena, teprve pak je převzal Julius František. V letech 1670–1683 nechal zámek v Zákupech opravit a přestavět v raně barokním stylu za účasti předních architektů (Giovanni Domenico Orsi, Giulio Broggio). U zámku nechal postavit předzámčí, hospodářský dvůr, pivovar i zahradu.. V Zákupech nechal postavit v letech 1681–1683 i kapucínský klášter jako poděkování za uchování života ve válce s Turky. Po morové epidemii, kterou v Zákupech přežilo jen 6 lidí, nechal roku 1680 postavit na morovém hřbitově kapli svaté Anny.
K dědictví po matce patřilo dále panství Buštěhrad na Kladensku a nedaleké panství Zvoleněves, které Anna Magdalena koupila v roce 1658. Zatímco Buštěhrad v té době neposkytoval žádné zázemí (zámek zde byl postaven až počátkem 18. století), pro občasné pobyty sloužil zámek Zvoleněves, kde se v popisu objektu z roku 1675 výslovně připomínají pokoje pro Juliovu manželku a dcery. 
V severních Čechách bylo kromě Zákup majetkem rodu také panství Horní Police s městečkem Žandov a 12 vesnicemi. Julius František rozšířil panství přikoupením Radče a Horních Volfartic. V Horní Polici začal stavět zámek dokončený až jeho dcerou Annou Marií Františkou, velká pozornost byla věnována také významnému poutnímu kostelu Navštívení Panny Marie. Na panství Horní Police došlo v roce 1680 ke vzpouře poddaných potlačené vojenskými jednotkami generála Kryštofa Viléma Haranta. Na Litoměřicku patřilo rodině také panství Ploskovice s 18 vesnicemi, které koupil Jindřich Julius krátce před svou smrtí v roce 1663. V Ploskovicích byl v té době zámek s okrasnou zahradou, význam tohoto panství vzrostl ale až v 18. století vybudováním honosné rezidence za Anny Marie Toskánské.
Dalšími majetky rodu v západních Čechách byla menší panství Údrč s 13 vesnicemi a Brložec s 12 vesnicemi. Zámky v Údrči a Brložci sloužily jen jako obydlí pro vrchnostenské úředníky. Na panství Údrč byl významný chov ovcí (5 000 kusů) a s ním spojené aktivity. Nejméně výnosným panstvím byl Hauenštejn s hradem severovýchodně od Ostrova. Naopak nedaleké panství Měděnec, i když bylo nejmenší (patřilo k němu pět vesnic) generovalo vysoké zisky díky těžbě a zpracování mědi. Ke komplexu ostrovského dominia patřilo i panství Děpoltovice s osmi vesnicemi a nově vystavěným zámkem s hrázděným patrem. Vzdálenějším celkem od západočeských panství byly Podbořany na Žatecku, kde díky úrodné půdě dosahoval roční výnos 11 000 zlatých. Podbořany sloužily i jako zastávka na cestách mezi Prahou a západočeskými sídly, pro pobyt vévody sloužil panský dům u hospodářského dvora. 
V Praze byl rodovou rezidencí Sasko-lauenburský palác na Hradčanském náměstí, který patřil také k dědictví po matce Anně Magdaleně, rozené Lobkovicové.

## Rodina

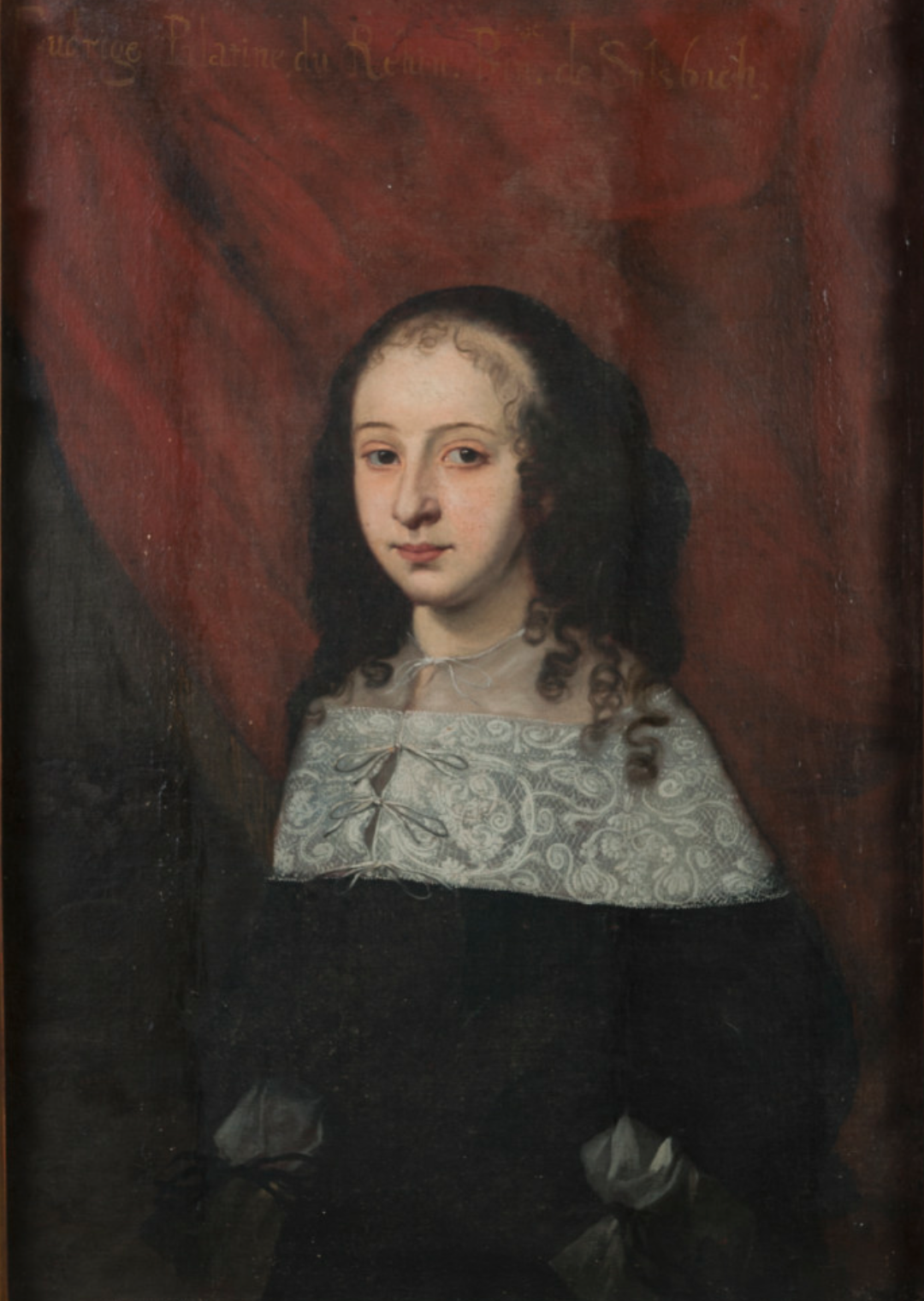
Hedvika Falcko-Sulzbašská (1650–1681)

V roce 1668 se v Sulzbachu oženil s falckraběnkou Marií Hedvikou Falcko-Sulzbašskou (1650–1681), dcerou Kristiána Augusta Falcko-Sulzbašského. Ta byla v té době již vdovou, jejím prvním manželem byl arcivévoda Zikmund František (1630–1665). Její první sňatek proběhl pouze v zastoupení (per procurationem), arcivévoda Zikmund však o tři týdny později náhle zemřel a Marie Hedvika se s ním nikdy nesetkala. Jako vdova však obdržela nárok na vdovskou apanáž vyplácenou císařem Leopoldem I. Marie Hedvika byla vzdělaná a podílela se na aktivitách Julia Františka, především zasahovala do podoby zámku Zákupy. Z jejich manželství se narodilo pět dětí, jediný syn narozený v roce 1673 zemřel ještě před pokřtěním, v dětství zemřela i dcera Marie Anna Terezie (1670–1671). Dospělého věku se dožily dcery Anna Marie Františka a Sibyla. Závětí Julia Františka byl jejich poručníkem ustanoven císař Leopold I., fakticky jejich výchovu převzal kníže Ferdinand August z Lobkovic, který je ubytoval na svém zámku v Roudnici nad Labem. Do osudů dcer vstoupil také hrabě Leopold Šlik, který byl jako důstojník podřízeným vévody Julia Františka a v roce 1690 provedl vizitaci českých panství obou princezen.
- 1. Anna Marie Františka, velkovévodkyně toskánská (1672–1741), majitelka panství Zákupy, Ploskovice, Buštěhrad, Kácov,[17] I. ⚭ 1690 Filip Vilém falckrabě Neuburský (1668–1693), II. ⚭ 1697 Gian Gastone Medicejský (1671–1737), velkovévoda toskánský 1723–1737
- 2. Františka Sibyla Bádenská (1675-1733), majitelka panství Ostrov, Toužim, ⚭ 1690 Ludvík Vilém I. Bádenský (1655–1707)

Kromě zmíněného bratra Františka Erdmanna (1629–1666), který byl krátce vládnoucím sasko-lauenburským vévodou, měl několik dalších sourozenců, kteří zemřeli v dětství. Sestra Marie Benigna (1635–1690) se v roce 1650 provdala za císařského polního maršála Ottavia Piccolominiho, po otci byla majitelkou panství Záběhlice u Prahy. 
Díky své matce z rodu Lobkoviců měl Julius František blízké příbuzenské vazby na několik významných představitelů české šlechty, jeho bratranci byli nejvyšší lovčí Ferdinand Vilém z Lobkovic (1647–1708) nebo diplomat Václav Ferdinand z Lobkovic (1654–1697).